# Belmontejo
Belmontejo település Spanyolországban, Cuenca tartományban. Belmontejo Albaladejo del Cuende községgel határos. Lakosainak száma 129 fő (2024).

## Népesség
A település lakosságának változását az alábbi diagram mutatja:
| Lakosok száma | 261  | 218  | 208  | 211  | 219  | 198  | 188  | 160  | 143  | 129  |
|               | 2001 | 2004 | 2006 | 2009 | 2011 | 2014 | 2016 | 2019 | 2021 | 2024 |